# Danna: Tenemos que hablar
Danna: Tenemos que hablar, es una película documental, dirigida por Danna, Diego Álvarez y Aarón Snaiderman, que sigue la vida de la cantante mexicana Danna hasta su actualidad. La película se estrenó en Disney+ el 27 de noviembre de 2024. 
Disney+ describió el documental como «un viaje reflexivo y musical al corazón de una artista talentosa y multifacética, que abre su alma para presentarnos su nuevo amanecer».

## Antecedentes
Desde 2021, Danna había mostrado gran entusiasmo y afirmaba estar trabajando en un documental. En varias ocasiones, fue vista grabándose con cámaras en distintos lugares. A lo largo de diversas entrevistas, reiteraba que el proyecto sí se llevaría a cabo. 
Finalmente, a mediados de julio de 2024, se confirmó que el documental sería lanzado en el servicio de streaming Disney+ en el segundo semestre del año. El 11 de agosto de 2024, durante su conferencia en Vidcon México, Danna confirmó que su proyecto sería lanzado próximamente, aunque aún faltaban algunos detalles por finalizar. Además, por primera vez presentó un pequeño adelanto. A finales de octubre, se anunció que el documental se estrenaría en noviembre, aunque la fecha exacta aún estaba a confirmar. El 4 de noviembre de 2024, Danna compartió un adelanto del documental y confirmó que su estreno sería el 27 de noviembre de 2024. Dos días después, el 6 de noviembre, se lanzó el tráiler oficial de Danna: Tenemos que hablar en todas las redes sociales. 

## Promoción
El 4 de noviembre de 2024, Danna compartió un adelanto del documental y confirmó la fecha oficial de estreno a través de sus redes sociales. La semana del estreno, se realizó una campaña de promoción con diversos medios de México. Un día antes del lanzamiento, el 26 de noviembre de 2024, se llevó a cabo la premiere del documental, que fue transmitida en vivo a través de todas sus redes sociales. Durante el evento, se presentó un adelanto exclusivo de 10 minutos y se interpretaron algunas canciones de Childstar.

## Música
El documental presenta interpretaciones de las canciones de su último álbum, Childstar. La cantante inicia con «THE FALL», seguida de «ATARI», «TENEMOS QUE HABLAR», «BLACKOUT», «222» y culmina con «AMANECER», que marca el final del documental. Antes de cada interpretación, ofrece una introducción/contexto para cada canción.